# 古贝维尔
古贝维尔（法語：Gouberville，法語發音：[ɡubɛʁvil]）是法国芒什省的一个旧市镇，属于瑟堡区。2016年，古贝维尔与邻近的3个市镇合并为新市镇滨海维克。

## 地理
古贝维尔（49°41'12"N, 1°19'0"W）面积2.79 平方千米，位于法国诺曼底大区芒什省，该省份为法国西北部沿海省份，西、北、东北三面环大西洋，东起顺时针与卡爾瓦多斯省、奧恩省、马耶讷省和伊勒-维莱讷省接壤。
与古贝维尔接壤的市镇（或旧市镇、城区）包括：滨海内维尔、加特维尔勒法尔、托克维尔。
古贝维尔的时区为UTC+01:00、UTC+02:00（夏令时）。

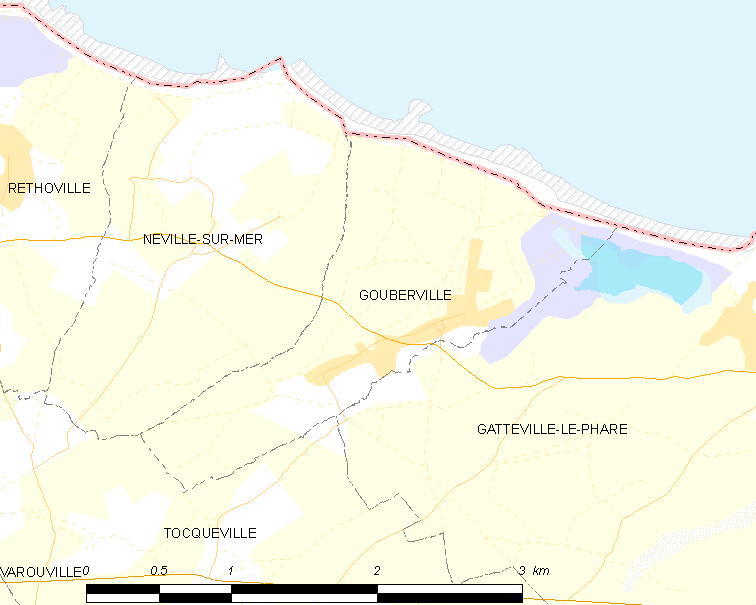
古贝维尔的OSM定位图

## 行政
古贝维尔的邮政编码为50330，INSEE市镇编码为50211。

## 政治
古贝维尔所属的省级选区为赛尔河谷县。

## 人口

1962-2008年间古贝维尔人口变化图示

古贝维尔于2018年1月1日时的人口数量为121人。